# Bigbig Studios
Bigbig Studios – brytyjskie studio produkujące gry komputerowe, założone w 2001 roku. Założycielami studia byli czterej pracownicy Codemasters.
Bigbig Studios powstało jako jednostka zależna od Evolution Studios. We wrześniu 2007 roku obydwa studia zostały przejęte przez Sony Computer Entertainment.
10 stycznia 2012 roku Bigbig Studios zostało zamknięte.

## Gry wyprodukowane przez Bigbig Studios
| Gra                            | Rok wydania | Platforma                           |
| ------------------------------ | ----------- | ----------------------------------- |
| Pursuit Force                  | 2005        | PlayStation Portable                |
| Pursuit Force: Extreme Justice | 2007        | PlayStation Portable                |
| MotorStorm: Arctic Edge        | 2009        | PlayStation Portable, PlayStation 2 |
| Little Deviants                | 2012        | PlayStation Vita                    |